# Abutilon arequipense
Abutilon arequipense är en malvaväxtart som beskrevs av Oskar Eberhard Ulbrich. Abutilon arequipense ingår i släktet klockmalvor, och familjen malvaväxter. Inga underarter finns listade i Catalogue of Life.